# Обикновен сминдух
Обикновеният сминдух (Trigonella foenum-graecum) е вид едногодишно растение от семейство Бобови. Семената и листата му се използват като подправка, наричана също чимен. Родина на растението са земите около Средиземно море, но то е познато и в Китай, Индия и Северна Африка.

## Название
В съвременния книжовен български език е прието с „чимен“ да се назовават само семената на сминдуха или подправката, получена от тяхното смилане на прах.
В различните български говори е наричан също: „сминдох“, „сминдол“, „сминдул“, „сминдулче“, „дулче“, „дулчец“, „дилчец“, „тилчец“ (заето от гръцки), „чилчец“, „чилмен“, „чимной“, „чимпой“, „пой“, „крива мерудия“, „рогата чубрица“, „чирска мерудия“. В преходните говори е наричан „грчка трава“ и „грчко сено“. 'Гръцко сено' е значението на латинското название „foenum graecum“

## Описание
Стъблото е кухо и достига на височина от 30 до 60 cm. Плодовете са шушулки с дължина 10 – 15 cm и съдържат 10 – 20 семена. Семената са бежово-кафеникави, много твърди, с формата на тетраедър или пирамида със стени – равностранни триъгълници. Затова се казва и „тригонела“. По големина, семената са по-малки от дребна леща, но по-големи от тези на сусама.

## Кулинарна употреба
Семената му са използвани като подправка и лечебно растение от египтяни, гърци и римляни. Египетските воини са го ползвали като напитка преди битка.
Изсушената и стрита ароматна подправка е една от основните съставки в традиционната българска смес от подправки шарена сол.
В други страни се ядат и кълновете, свежата листна маса се слага в картофена яхния. 
Арменската 'чименова паста' е приета за традиционен овкусител, наричан от другите народи и като арменска горчивка (заради външния вид, който е подобен на горчицата и цвета, вариращ от жълтеникав до охравобежов). На вкус обаче е повече пикантнолютива, със стипчиви нотки повече към киселонагарчащ, отколкото към обичайно горчиво. Поради изключително силния и пикантен аромат, чименът (и съответно тази подправка) се използва в много малки количества.
Ароматните семена с горчив вкус са основно съставка на сместа „панч форон“ от Бенгал.
Листа на сминдух в сушен или пресен вид се използват като подправка в някои ястия на персийската кухня.
Чименът на прах се използва в смесите за кайзероване, пастърма и в саламите, защото не си сменя вкуса при обработка (варене, пушене). Тази употреба е пряко свързана със силното му антисептично действие.

## Фармацевтично значение
Китайските лечители го предлагали на мъже с репродуктивни проблеми. През Средновековието също е бил използван като лечебно растение.
Източник е на холин, триптофан, аскорбинова киселина, ниацин и калий.